# شبکه تن‌پوش
شبکه تن‌پوش شبکه‌ای میان تجهیزات پزشکی هوشمند که به بدن انسان متصل می‌شوند تا در صورت بروز هرگونه وضعیت بد اعضای بدن، وضعیت را به شبکه گزارش دهد. دستگاه‌های داخل این نوع شبکه از نوع پوشیدنی هستند و کاربر می‌تواند با کمترین احساس مزاحمت آنها را به‌تن کند.